# El sótano de San Telmo
El sótano de San Telmo fue un espacio donde lesbianas se reunían para llevar a cabo distintas actividades en los tiempos del terrorismo de Estado en Argentina. Ubicado en el Pasaje San Lorenzo 391 (Barrio San Telmo, CABA) funcionó desde 1976 hasta los años 80 y Martha Ferro junto a su compañera Dina Burstin – una artista plástica y ceramista —, fueron las responsables de la apertura del espacio.

## Historia
El sótano funcionó desde 1976 hasta los años 80 en el barrio de San Telmo, como un centro de actividades culturales y políticas en la dictadura que derivó en un espacio de sociabilidad lésbica.
El espacio fue una iniciativa de la periodista Marta Ferro, que fue pionera en el periodismo sobre diversidades sexuales. Alquiló un sótano y formó un espacio cultural donde hacían títeres, entre otras cuestiones culturales, y se mezclaba un ámbito de resistencia, de organización, un lugar para conocerse e intercambiar ideas.
No fue un espacio de activismo lésbico porque el término lesbiana no constituía una identidad que agrupara políticamente en ese tiempo, sino que fue un lugar donde la mayoría de quienes concurrían eran lesbianas.
Por lo general el espacio estaba abierto los fines de semana, donde se discutían distintos temas, las concurrentes era un grupo de mujeres entre 35 y 40 años que podían juntarse con mayor resguardo, ante la posibilidad de intromisión de las fuerzas de seguridad. Si alguien preguntaba, qué hacían allí respondían que estaban haciendo astrología o se tiraban las cartas o se daban clases de teatro.